# Rana dybowskii
Rana dybowskii är en groddjursart som beskrevs av Albert Günther 1876. Rana dybowskii ingår i släktet Rana och familjen egentliga grodor. Arten förekommer i ryska fjärran östern, från floden Zejas sammanflöde med Amurfloden och österut till stillahavskusten, norrut till östra Sibirien (Sacha; Jakutien), samt på Koreahalvön och japanska Tsushima. Den finns från låglänta områden och upp till minst omkring 900 meter över havet.
En vuxen groda har en kroppslängd på 4,5-7,5 cm. Ryggsidan är brun, olivbrun, olivfärgad, olivgrönaktig till gråaktig, med mörka fläckar (fläckar kan ibland saknas). Ögon med horisontal pupill. Öronfläckarna är stora. Skinnet på sidorna och låren är slätt. På delar av bakbenen ses en orange-rosa färgton. Strupen och buken är hos hanen vitgulaktiga, ibland med en blåaktig färgton, utan fläckar. Honans buk, och ofta även strupen, har rödaktiga, brunaktiga eller rosagulaktiga fläckar, omväxlande med blåaktiga fläckar. Honan kan ibland också ha en rödbrun färg. Under parningssäsongen blir både hanens och honans färger klarare.
Denna groda lever både på land och i vatten och förekommer i många slags miljöer, från lövskog till barrskog och blandskog, skogskanter, dalar, låglänta våtängar och risfält. Fortplantningen sker vanligen i april till maj (tidigast i slutet av mars, senast mot slutet av juni) i stilla och långsamt rinnande vatten, som sjöar, dammar, pölar och andra liknade vattensamlingar, diken och vid flodkanter. Grodynglen utvecklas vanligen till små grodor i slutet av juni eller i juli, senast i september. Grodorna blir fortplantningsmogna under andra eller tredje levnadsåret. I naturen blir grodorna omkring 5-6 år gamla.
Grodynglen äter främst alger, växtdelar och detritus. Ett beteende som observerats hos denna art är att grodynglen också kan attackera ägg av den egna arten, och också ägg av salamandern Salamandrella keyserlingii, och ibland förstöra dem helt. Unga juvenila grodor äter främst små ryggradslösa djur. Vuxna grodor äter något större ryggradslösa djur, både landlevande och vattenlevande, som insekter, spindlar och sniglar.
IUCN kategoriserar arten globalt som livskraftig.
Artepitetet dybowskii hedrar Benedykt Dybowski.